# (31804) 1999 MG
1999 MG (asteroide 31804) é um asteroide da cintura principal. Possui uma excentricidade de 0.11766330 e uma inclinação de 14.11569º.
Este asteroide foi descoberto no dia 18 de junho de 1999 por John Broughton em Reedy Creek.